# مالاگامانا
مالاگامانا (به لاتین: Malagammana) یک منطقهٔ مسکونی در سری‌لانکا است که در استان مرکزی (سری‌لانکا) واقع شده‌است.